# Вулиця Миколи Аркаса (Львів)
Вулиця Мико́ли Арка́са — вулиця у Франківському районі міста Львова, в місцевості Кульпарків. Пролягає від вулиці Княгині Ольги паралельно залізничній колії «Львів-Чернівці» до кінця забудови. Прилучаються вулиці Балтійська, Капітана Білинського, Ревуцького та Ковалева.

## Історія
Вулиця прокладена у 1930-х роках. Від 1936 року мала назву Морська, під час німецької окупації — Меерґассе, у 1944-1993 роках — знов Морська. Сучасна назва — з 1993 року, на пошану українського культурно-освітнього діяча, письменника, композитора, історика Миколи Аркаса.
Забудова вулиці Миколи Аркаса складається з двоповерхових будинків барачного типу 1950-х років та триповерхових конструктивістських будинків початку 1960-х років.